# La Halte de cavalerie

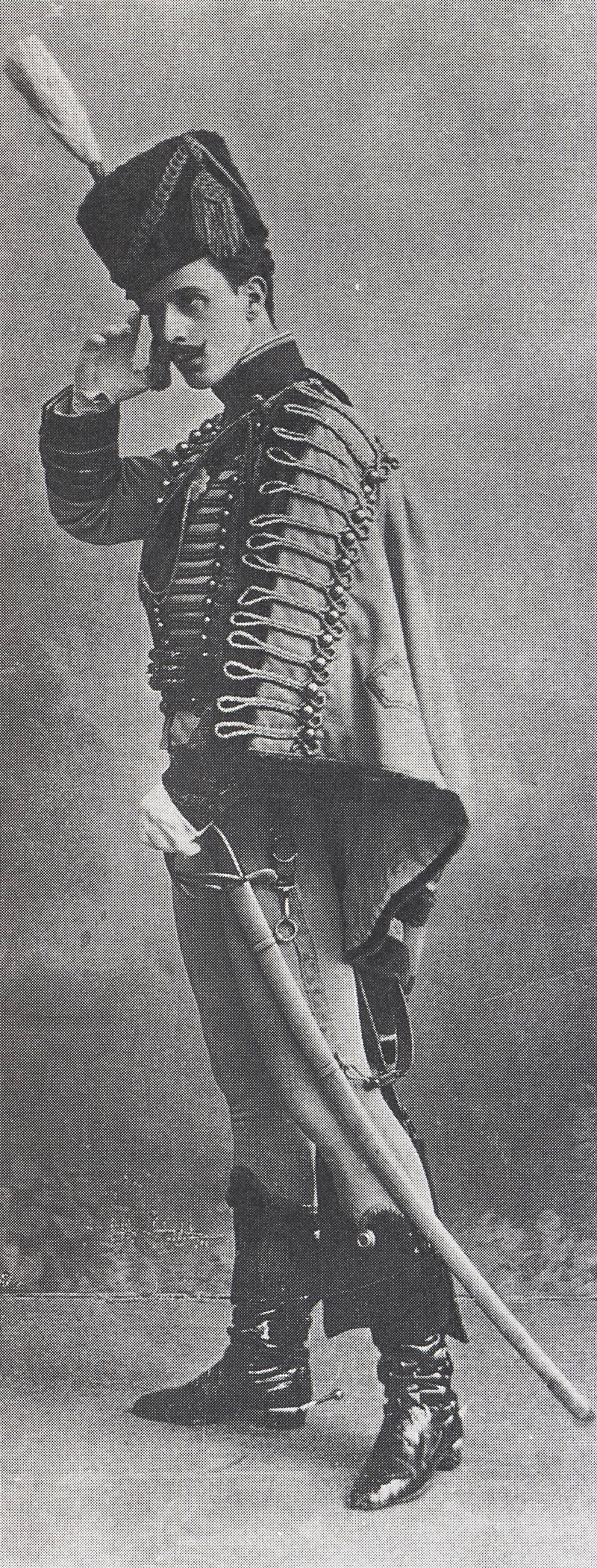
Michel Fokine en hussard dans La Halte de cavalerie.

La Halte de cavalerie est un ballet comique en un acte de Marius Petipa sur une musique de Johann Armsheimer dont la première a été donnée le 21 janvier/2 février 1896 au Théâtre Mariinsky de Saint-Pétersbourg.

## Distribution originale
- Theresa: Pierina Legnani
- Maria: Marie Petipa
- Pierre: Pavel Gerdt
- le capitaine de cavalerie: Alfred Bekefi

## Argument
Dans un petit village du Tyrol autrichien, deux amies, Theresa et Maria, sont amoureuses du beau Pierre. Il est flatté de l'intérêt que Theresa lui porte, mais son cœur appartient à Maria. Une compagnie de hussards arrive au village et l'ordre est donné aux villageois de leur fournir des chambres et des billets sont envoyés pour enrôler les garçons. Pierre refuse et est arrêté. Maria et ses amies arrivent à distraire les sentinelles et Pierre est libéré. Pendant ce temps, les officiers tentent de capter l'attention de Theresa, mais elle s'en moque.
Maria et Pierre se jurent leur amour, tandis que Theresa tente de les dissuader. Le colonel fait cesser la dispute en leur donnant sa bénédiction. Bientôt on sonne pour le rassemblement et les hussards quittent le village au grand soulagement des garçons du village.

## Histoire
Ce ballet a été joué ensuite à Moscou pour le couronnement de Nicolas II.
Le maître de ballet du Kirov de Léningrad, Piotr Goussev, a créé deux versions de ce ballet, basées sur la chorégraphie de Petipa, l'une en 1969, l'autre en 1975. Cette dernière a été représentée au Palais des Papes d'Avignon le 8 août 1976, au cours du festival d'Avignon. Distribution: Lioudmila Filina (Maria), Natalia Iananis (Theresa), Piotr Roussanov (Pierre). Le théâtre Malegot de Léningrad l'a aussi dansée à Paris en juillet-août 1976 avec le couple mythique Ekaterina Maximova et Vladimir Vassiliev.